# 공주 갑사 대적전
공주 갑사 대적전(公州 甲寺 大寂殿)은 충청남도 충청남도 공주시 계룡면, 갑사에 있는 조선시대의 건축물이다. 1984년 1월 11일 충청남도의 유형문화재 제106호로 지정되었다.
갑사 대적전의 연혁은 정면 어간에 걸린 현판에 『도광6년4월목암서』(道光6年4月牧岩書)라는 기록이 있는데 도광 6년(순조 26년, 1826년)이 대적전의 건립연대로 추정된다. 갑사 대적전은 현 갑사 경내 앞으로 흐르는 계곡 건너편의 원금당지(原金堂址)로 추정되는 곳에 요사채 1동과 일곽을 이루면서 서향하여 위치하고 있는데 대적전 우측으로 원금당지에는 한단의 쇠시리가 있는 원형 초석이 현재도 제위치에 남아 있다.
대적전은 원래의 금당지 옆에 있는 건물로 앞면 3칸·옆면 3칸이며, 지붕은 옆면이 여덟 팔(八)자 모양으로 가장 화려한 팔작지붕이다. 기둥 위에서 지붕 처마를 받치는 공포가 기둥 위와 기둥 사이에도 있는 다포식 건물이다. 가운데 칸은 공포가 2개이며, 양 끝칸은 1개의 공포로 이루어졌다. 내부에는 불단을 설치하고 위에 천장을 한단 올림으로써 닫집의 효과를 나타내었으며 내부 단청이 매우 아름다운 편이다.

## 같이 보기
- 갑사
- 공주 갑사 대적전 목조아미타삼존불좌상 - 충청남도 유형문화재 제228호

## 참고 자료
- 갑사대적전 - 국가유산청 국가유산포털